# Trichia
Trichia é um género de gastrópode  da família Hygromiidae.
Este género contém as seguintes espécies:
- Trichia biconica
- Trichia caelata
- Trichia gramnicola
- Trichia hispida
- Trichia lubomirskii
- Trichia oreinos
- Trichia sericea
- Trichia striolata
- Trichia villosula